# Dioctria berlandi
Dioctria berlandi là một loài ruồi trong họ Asilidae. Dioctria berlandi được Séguy miêu tả năm 1927. Loài này phân bố ở vùng Cổ Bắc giới.